# Ескери (општина)
Ескери (фр. Esquéhéries) насеље је и општина у североисточној Француској у региону Пикардија, у департману Ен (Пикардија) која припада префектури Вервен.
По подацима из 2011. године у општини је живело 848 становника, а густина насељености је износила 52,31 становника/km². Општина се простире на површини од 16,21 km². Налази се на средњој надморској висини од 182 метара (максималној 199 m, а минималној 144 m).

## Демографија
| 1962. | 1968. | 1975. | 1982. | 1990. | 1999. | 2011. |
| ----- | ----- | ----- | ----- | ----- | ----- | ----- |
| 1.145 | 1.164 | 1.061 | 1.010 | 1.005 | 866   | 848   |

График промене броја становника у току последњих година